# 라이드: 나에게로의 여행
《라이드: 나에게로의 여행》(영어: Ride)은 2014년 공개된 미국의 드라마 영화이다.

## 출연진
- 헬렌 헌트 - 재키 역
- 루크 윌슨 - 이언 역
- 브렌턴 스웨이츠 - 앤절로 역
- 레오노르 바렐라 - 대니엘 역
- 데이비드 제이어스 - 러몬 역
- 리처드 카인드 - 상사 역
- 마이크 화이트 - 로저 역
- 제이 휴글리 - 동료 역
- 캘럼 키스 레니 - 팀 역
- 로버트 네퍼 - 피터 역
- 에번 윌리엄스 - 브래드 역

## 기타 제작진
- 총괄 제작: 매슈 카너핸, 로버트 보몬트, 서맨사 하우스먼, 케빈 이와시나, 루이즈 렁기